# Zeke Mostov
Ezekiel (Zeke) Mostov (30 juli 1996) is een Amerikaans wielrenner die anno 2018 rijdt voor Hagens Berman Axeon.

## Carrière
Als junior won Mostov in 2013 het jongerenklassement van de 3-Etappen-Rundfahrt voor junioren. Op het wereldkampioenschap tijdrijden eindigde hij, achter Igor Decraene en Mathias Krigbaum, als derde. Een jaar later werd hij vijfde in het eindklassement van de Ronde van Abitibi en vijfde in de tijdrit op het wereldkampioenschap.
In 2018 werd Mostov prof bij Hagens Berman Axeon.

## Overwinningen
2013
Jongerenklassement 3-Etappen-Rundfahrt, Junioren

## Ploegen
- 2017 –  Aevolo
- 2018 –  Hagens Berman Axeon

Burke · Etxabe · Gervais · Haidet · Hecht · Hernandez · Mostov · Saltzman · Stites · Villalobos
Almeida · Anderson · Barta · Bennett · Bjerg · Blevins · Brown · Costa · Davis · Garrison · Mostov · I. Oliveira · R. Oliveira · Philipsen · Revard · Rice · Zijlaard